# Eisenstadts stift

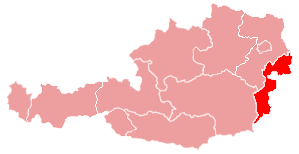
Eisenstadts stift, vid Österrikes gräns mot Ungern.

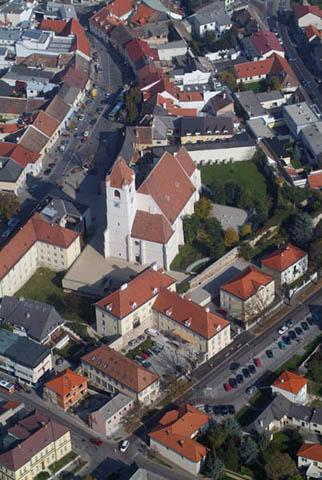
Eisenstadt med domkyrkan, flygfoto.

Eisenstadts stift är det till ytan minsta av Romersk-katolska kyrkan i Österrikes nio stift. Det ingår i Wiens kyrkoprovins och motsvarar förbundslandet Burgenland. Stiftet består av 171 församlingar indelade i 12 dekanat.  Stiftsstaden är Eisenstadt och domkyrkan är Eisenstadts domkyrka eller Martinsdomen (på tyska: Dom St. Martin). 
Fram till första världskriget hörde Burgenland till den transleithanska alltså ungerska delen av Österrike-Ungern, och var kyrkligt sett delad mellan Szombathelys stift och Győrs stift. Burgenland blev en del av Österrike 1921, och året efter delades de tyskspråkiga  delarna av de två ungersta stiften av till den Apostoliska administraturen Burgenland, vars administrator var ärkebiskopen av Wien. 
Anschluss 1938 utsatte kyrkan för svåra påfrestningar, då bland annat katolska kyrkor stängdes och kyrklig själavård motarbetades. Den kyrkliga administrationen flyttades först till Mattersburg och sedan till Bad Sauerbrunn. Efter andra världskriget flyttade Joseph Schoiswohl, som var administrator från 1949, tillbaka förvaltningen till Eisenstadt. 
1960 utsågs administraturen till eget stift.

## Biskopar
- Friedrich Gustav Piffl, administrator av Eisenstadt 1922-1932 som ärkebiskop av Wien, kardinal
- Theodor Innitzer, administrator av Eisenstadt 1932-1949 som ärkebiskop av Wien
- Joseph Schoiswohl, administrator av Eisenstadt 1949–1954, titulärbiskop av Phytea
- Stephan László, administrator 1954–1960, biskop 1960–1992 samt som emeritus åter administrator 1992–1993
- Paul Iby, 1993-2010
- Ägidius Zsifkovics, från 2010